# Gubernia Ekaterinoslav
Gubernia Ekaterinoslav (în rusă Екатеринославская губерния, transliterat: Ekaterinoslavskaia gubernia, în ucraineană Катеринославська губернія) a fost o gubernie istorică a Imperiului Rus, care a existat între 1802 și 1925. Centrul administrativ al guberniei a fost orașul Ekaterinoslav.

## Demografie

### Structura etnică după ținut
Structura etnică potrivit recensământului din 1897:
| Ținut           | Ucraineni | Ruși   | Evrei  | Germani | Greci  | Tătari | Belaruși | Polonezi | Moldoveni și Români |
| --------------- | --------- | ------ | ------ | ------- | ------ | ------ | -------- | -------- | ------------------- |
| Total           | 68,9 %    | 17,3 % | 4,7 %  | 3,8 %   | 2,3 %  | 0,8%   | 0,66%    | 0,58%    | 0,43%               |
| Aleksandrovsk   | 82,5 %    | 5,7 %  | 5,1 %  | 5,2 %   | …      | …      | 1,2 %    | …        | …                   |
| Bahmut          | 58,2 %    | 31,2 % | 2,8 %  | 3,8 %   | …      | …      | 0,7%     | 0,6%     | 1,9 %               |
| Ekaterinoslav   | 55,7 %    | 21,0 % | 13,0 % | 5,8 %   | …      | …      | 1,1 %    | 2,2 %    | 0,5%                |
| Mariupol        | 46,1 %    | 14,0 % | 4,1 %  | 7,5 %   | 19,0 % | 6,1 %  | 0,7%     | …        | …                   |
| Novomoskovsk    | 93,2 %    | 3,7 %  | 1,4 %  | 1,3 %   | …      | …      | …        | …        | …                   |
| Pavlograd       | 79,7 %    | 14,4 % | 2,9 %  | 2,3 %   | …      | …      | …        | …        | …                   |
| Slavianoserbsk  | 50,5 %    | 45,4 % | 1,5 %  | 0,5%    | …      | …      | 0,9%     | …        | 0,5%                |
| Verhnedneprovsk | 90,3 %    | 4,7 %  | 2,6 %  | 2,1 %   | …      | …      | …        | …        | …                   |

### Structura lingvistică per total
Structura populației conform recensământului imperial din 1897.
| Limbă                                      | Persoane  | Procente (%) | Bărbați | Femei |
| ------------------------------------------ | --------- | ------------ | ------- | ----- |
| Ucraineană                                 | 1.456.369 | 68.90        |         |       |
| Rusă                                       | 364.974   | 17.27        |         |       |
| Idiș                                       | 99 152    | 4.69         |         |       |
| Germană                                    | 80 979    | 3.83         |         |       |
| Greacă                                     | 48 740    | 2.31         |         |       |
| Tătară                                     | 17 253    | 0.82         |         |       |
| Bielorusă                                  | 14 052    | 0.66         |         |       |
| Poloneză                                   | 12 365    | 0.59         |         |       |
| Română                                     | 9 175     | 0.43         |         |       |
| Turcă                                      | 5 555     | 0.26         |         |       |
| Țigănească                                 | 1 293     | 0.06         |         |       |
| Altele                                     | 3626      | 0.17         |         |       |
| Persoane, care nu au divulgat limba nativă | 56        | <0.01        |         |       |

### Structura religioasă
| Religie         | Număr     | Procente (%) | Bărbați | Femei |
| --------------- | --------- | ------------ | ------- | ----- |
| Ortodocși       | 1,903,264 | 90.05        |         |       |
| Iudaism         | 101,088   | 4.78         |         |       |
| Luterani        | 39 530    | 1.87         |         |       |
| Romano-catolici | 32 154    | 1.52         |         |       |
| Menoniți        | 23 922    | 1.13         |         |       |
| Altele          | 13 716    | 0.65         |         |       |